# Rhopalomeces fulgurans
Rhopalomeces fulgurans är en skalbaggsart som beskrevs av Schmidt 1922. Rhopalomeces fulgurans ingår i släktet Rhopalomeces och familjen långhorningar. Inga underarter finns listade i Catalogue of Life.